# Бродв'ю (Монтана)
Бродв'ю (англ. Broadview) — місто (англ. town) в США, в окрузі Єллоустоун штату Монтана. Населення — 139 осіб (2020).

## Географія
Бродв'ю розташований за координатами 46°5′56″ пн. ш. 108°52′44″ зх. д. / 46.09889° пн. ш. 108.87889° зх. д. (46.098789, -108.878866).  За даними Бюро перепису населення США в 2010 році місто мало площу 0,68 км², уся площа — суходіл.

## Демографія
Згідно з переписом 2010 року, у місті мешкали 192 особи в 66 домогосподарствах у складі 47 родин. Густота населення становила 283 особи/км².  Було 73 помешкання (108/км²).
Расовий склад населення:
| - 95,3 % — білих - 1,0 % — корінних американців - 3,1 % — осіб інших рас |

До двох чи більше рас належало 0,5 %. Частка іспаномовних становила 6,8 % від усіх жителів.
За віковим діапазоном населення розподілялося таким чином: 31,2 % — особи молодші 18 років, 52,7 % — особи у віці 18—64 років, 16,1 % — особи у віці 65 років та старші. Медіана віку мешканця становила 39,5 року. На 100 осіб жіночої статі у місті припадало 111,0 чоловіків;  на 100 жінок у віці від 18 років та старших — 103,1 чоловіків також старших 18 років.
Середній дохід на одне домашнє господарство  становив 46 883 долари США (медіана — 41 875), а середній дохід на одну сім'ю — 54 329 доларів (медіана — 52 500). Медіана доходів становила 37 917 доларів для чоловіків та 23 438 доларів для жінок. За межею бідності перебувало 6,1 % осіб, у тому числі 14,6 % дітей у віці до 18 років та 0,0 % осіб у віці 65 років та старших.
Цивільне працевлаштоване населення становило 68 осіб. Основні галузі зайнятості: освіта, охорона здоров'я та соціальна допомога — 44,1 %, роздрібна торгівля — 26,5 %, мистецтво, розваги та відпочинок — 8,8 %, виробництво — 7,4 %.